# Schloss Säfstaholm

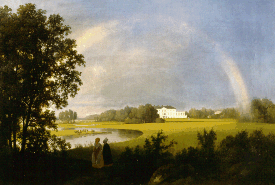
Sävstaholm im 19. Jahrhundert, unbekannter Künstler

Schloss Säfstaholm liegt am Rande des schwedischen Ortes Vingåker in der Provinz Södermanland. Es wurde 1666 für Reichsrat Gustaf Larsson Sparre gebaut und der Architekt war voraussichtlich Erik Dahlberg, der im nahen Schloss Skenäs wohnte. Das Schloss, welches 1762 niedergebrannt war, wurde 1815 mit geringfügigen Änderungen wiedererrichtet. Es gehört seit 1986 der Gemeinde Vingåker.

## Geschichte
Das ursprüngliche Gut war ein Dorf namens Sävsta. Der Reichsrat Måns Bengtsson schenkte 1454 einen Teil des Dorfes dem Kloster Julita, den Rest erbte sein Sohn Johan Månsson.
1604 zog die Krone das Gut ein, doch bald ging es an Anna, die Frau des Oberst Erik Soop. Das Gelände erhielt Steuerfreiheit aufgrund erbrachter Kriegsdienste. Anna schenkte Säfstaholm ihrem Cousin Åke vom Adelsgeschlecht Natt och Dag und dieser überließ es seinem Schwager, dem Schlossbauer Gustaf Larsson Sparre. Später ging das Gut ans Adelsgeschlecht Bonde af Björnö.
Zum Beginn des 19. Jahrhunderts gestaltete „die blinde Exzellenz“ Gustaf Trolle-Bonde, der Säfstaholm von 1791 bis 1855 besaß, die Umgebung des Schlosses zu einer Landresidenz im englischen Stil um. Gleichzeitig verwahrte er im Gebäude seine umfassende private Sammlung von Büchern und Kunstwerken. Unter seiner Leitung wurden neue Flächen bewirtschaftet, ein Park angelegt und das Schloss nach Plänen von Carl Christoffer Gjörwell umgestaltet. Zur selben Zeit wohnten viele Künstler im Gebiet des Schlosses und so ist das Gelände auf vielen Werken berühmter Maler dieser Epoche abgebildet. Nachdem Gustafs Großneffe das Gut 1920 verkauft hatte, begann das Schloss zu verfallen und die Kunstsammlung wurde aufgelöst.
Von 1935 bis 1968 wurde das Schloss als Schule für geistig behinderte Kinder von der „Vereinigung für die Pflege Sinnesgestörter Kinder“ (Föreningen för sinnesslöa barns vård) genutzt. Seitdem wird der Schulbetrieb in einem neu gebauten Gebäude im Ortszentrum weitergeführt. In den 1980er Jahren führte die Gemeinde in Zusammenarbeit mit dem Museum Södermanlands umfassende Renovierungsarbeiten durch. Nun spiegelt das Schloss den Geist der Zeit wider in der „die blinde Exzellenz“ lebte und auch die Kunstausstellungen sind zurückgekehrt.